# Qiying (köpinghuvudort i Kina, Ningxia Huizu Zizhiqu, lat 36,50, long 106,15)
Qiying är en köpinghuvudort i Kina. Den ligger i den autonoma regionen Ningxia, i den nordvästra delen av landet, omkring 220 kilometer söder om regionhuvudstaden Yinchuan. Antalet invånare är 26 553. Befolkningen består av 12 984 kvinnor och 13 569 män. Barn under 15 år utgör 28,0 %, vuxna 15-64 år 65 %, och äldre över 65 år 5,0 %.
Runt Qiying är det ganska tätbefolkat, med 129 invånare per kvadratkilometer. Närmaste större samhälle är Heicheng, 15,8 km söder om Qiying. Trakten runt Qiying består till största delen av jordbruksmark.
Genomsnittlig årsnederbörd är 614 millimeter. Den regnigaste månaden är september, med i genomsnitt 140 mm nederbörd, och den torraste är december, med 1 mm nederbörd.